# Marco Rostagno
Marco Romano Giovanni Rostagno, noto anche con lo pseudonimo di Paul Savant (Torino, 6 luglio 1935 – Juan-les-Pins, 5 maggio 2004), è stato un fumettista, illustratore e pittore italiano.

## Biografia
Nato a Torino, si trasferì poi in Francia dove esordì negli anni sessanta lavorando come fumettista e disegnando una serie erotica di fantascienza scritta da Victor Newman e ispirata a Barbarella, Sélène, (pubblicata poi anche in Italia come Selene, la ragazza delle stelle in una testata dedicata) firmandosi Paul Savant. Alla fine degli anni sessanta collaborò in Italia con varie editori e a diverse testate; in particolare alla rivista Horror della Sansoni, per la quale realizzò le copertine e la serie di strisce satirica Beatrice, scritta da Pier Carpi con il quale collaborò a diverse altre serie a fumetti; sempre per la Sansoni realizzò alcuni titoli della collana I classici a fumetti. Collaborò poi con Enzo Biagi alla realizzazione della serie "Storia della Chiesa". Si dedicò quindi all'illustrazione per un certo periodo per poi tornare nel 1995 a realizzare fumetti per il settimanale Il Giornalino per il quale negli anni novanta realizzò un adattamento a fumetti della Bibbia oltre ad altre serie come Reporter Blues e 72 ore.

## Opere
- I Pensieri di Mao (1967, Casa Editrice Il Quadratino - Ruggero Aprile Editore)
- Mini Horror Sexy Strip - Celebrazione (1967, Ruggero Aprile & il Quadratino editori in Torino) - 200 esemplari
- Natale Nero, con Pier Carpi e Sergio Zaniboni (1969, Gino Sansoni Editori)
- Il Mago, con Pier Carpi e Sergio Zaniboni (1970, Gino Sansoni Editori)